# 郵便学
郵便学（ゆうびんがく）とは、切手などの郵便資料から、国家や地域のあり様を読み解こうとする学問である。いわゆる郵便制度の研究もその一部に含まれるが、文献学や貨幣学などに対応する学問的手法として、既存の切手・郵便史コレクション研究の蓄積を地域研究または歴史研究などの分野に活用することで対象をよりリアルに再構成することを目指したものという色彩が強い。。
欧米語のフィラテリー（英語表記だとphilately）は、日本語では郵趣と訳されることが多く“趣味の切手収集”と同一視されがちである。しかし、本来、欧米語のフィラテリーの概念には、いわゆる趣味の切手収集のみならず、切手の研究や切手にまつわる評論・論説、展示、真贋の鑑定、売買など多種多様な内容が含まれている。このため、フィラテリーの持つ学術的な側面を“趣味の切手収集”と区別することを目的に、1998年ごろから内藤陽介が郵便学の用語を使いはじめたのが最初と考えられている。

## 関連文献
- 内藤陽介『「郵便学」宣言!』（講談社『本』2002年12月号所収）